# Ristijärvi (sjö i Virdois, Birkaland)
Ristijärvi är en sjö i kommunen Virdois i landskapet Birkaland i Finland. Arean är 36 hektar och strandlinjen är 4,38 kilometer lång. Sjön  ingår i Kumo älvs huvudavrinningsområde.   Den ligger omkring 77 kilometer norr om Tammerfors och omkring 230 kilometer norr om Helsingfors. 